# Nissan 370Z
Nissan 370Z je 2sedadlový, 3dveřový sportovní automobil, který vyrábí japonská automobilka Nissan. Maximální rychlosti modelu je 250 km/h a zrychlení z 0 na 100 km/h 5,3 sekund. Nissan 370Z má 6stupňovou převodovku a Nissan 370Z má 7stupňovou automatickou převodovku s možností manuálního řazení.[ujasnit]
Motor je V6 a jeho objem činí 3,696 cm³. Tento model má své kořeny v modelu 240Z.